# Littoraria irrorata
Littoraria irrorata is een zeeslakkensoort uit de familie van de Littorinidae. De soort komt voor in kwelders aan de Atlantische kusten van Noord Amerika en Ierland. Het is het enige soort weekdier waarvan bekend is dat hij aan schimmelkultuur doet.

## Beschrijving
De maximale gemeten lengte is 29 mm.

## Verspreiding
De soort komt voor in Ierland en aan de Noord Amerikaanse Atlantische kust en Golfkust van Massaschuchets tot Texas, op dieptes van 0 tot 22 meter.

## Ecologie
Littoraria irrorata eet schimmels waarvan het de groei bevordert. Op het slijkgras Spartina alterniflora worden wonden gemaakt en in stand gehouden waarop de schimmels gaan groeien die zijn favoriete dieet uitmaken. De slak bemest die schimmeltuinen ook met zijn uitwerpselen. Schimmelcultures zijn verder alleen bij insecten bekend.